# Laurane Sauvage
Laurane Sauvage (* 18. April 1994) ist eine französische Biathletin.
Laurane Sauvage bestritt ihre ersten Biathlon-Juniorenweltmeisterschaften 2012 in Kontiolahti, wo sie 15. des Einzels, 22. des Sprints, 29. der Verfolgung und Staffel-Siebte wurde. Ein Jahr später wurde sie in Obertilliach 7. des Einzels, 33. des Sprints, 23. der Verfolgung und 5. mit der Staffel.
Bei den französischen Meisterschaften im Biathlon 2012 gewann Sauvage in Bessans an der Seite von Marie Laure Brunet und Anaïs Chevalier den Staffeltitel.